# Cyclocheilichthys enoplus
Cyclocheilichthys enoplus es una especie de peces de la familia de los Cyprinidae en el orden de los Cypriniformes.

## Morfología
Los machos pueden llegar alcanzar los 74 cm de longitud total.

## Hábitat
Es un pez de agua dulce.

## Distribución geográfica
Se encuentra desde Tailandia, Laos, Camboya y Vietnam hasta Indonesia y Malasia.